# Subait Khater
Subait Khater Fayel Khamis Al Junaibi (arabe : سبيت خاطر فايل خميس المخيني) (né le 27 février 1980 à Al Ain aux Émirats arabes unis) est un joueur de football international émirati, qui évolue au poste de milieu de terrain.

## Biographie

### Carrière en sélection
Avec l'équipe des Émirats arabes unis, il a joué 114 matchs (pour 9 buts inscrits) entre 1999 et 2011. Il figure notamment dans le groupe des sélectionnés lors des Coupes d'Asie des nations de 2004 et de 2011.

## Palmarès
| Al Ain - Championnat des Émirats arabes unis (5) : - Champion : 1997-98, 1999-00, 2001-02, 2002-03 et 2003-04. - Vice-champion : 2004-05. - Coupe des Émirats arabes unis (4) : - Vainqueur : 1998-99, 2000-01, 2004-05 et 2005-06. - Finaliste : 2006-07. - Coupe de la UAEFA (2) : - Vainqueur : 2005 et 2006. - Ligue des champions de l'AFC (2) : - Vainqueur : 2003 et 2005. - Coupe du golfe des clubs champions (1) : - Vainqueur : 2001. |  | Al Jazira - Championnat des Émirats arabes unis (1) : - Champion : 2010-11. - Vice-champion : 2008-09 et 2009-10. - Coupe des Émirats arabes unis (2) : - Vainqueur : 2010-11 et 2011-12. - Supercoupe des Émirats arabes unis : - Finaliste : 2011 et 2012. |